# 고호의 별이 빛나는 밤에
《고호의 별이 빛나는 밤에》(중국어 정체: 評價女王)는 김종학 프로덕션의 세 번째 한중 합작 드라마로 제작되어 중국 소후닷컴과 소후TV를 통해 웹 드라마의 형태로 공개되었으며, 중국에서 다시 한국으로 역수출된 드라마이다. SBS에서 2016년 10월 22일부터 2016년 10월 30일까지 SBS 주말 특별기획 드라마로 방영되었다.
해당 드라마를 끝으로 SBS 주말 특별기획 드라마는 폐지되었다가 토요일 8시 45분부터 2회 연속 방영된 <언니는 살아있다>로 부활됐다.

## 줄거리
대한민국 대표 평범녀인 고호는 일반 직장인이면서도, 그 이면에서는 웹진 별점 칼럼니스트이기도 하다. 부진한 칼럼에 새로운 활력이 될 수 있도록 남자의 유형에게 별점을 매기게 된다. 그리고 그런 그녀에게 다가오는 빛나는 다섯 남자들 중 그녀가 선택하게 되는 남자는 누구일까.

## 등장 인물

### 주요 인물
- 권유리 : 고호 역
- 김영광 : 강태호 역 - 이우기획 A팀 팀장, 고호의 사수
- 이지훈 : 황지훈 역 - 이우기획 B팀 팀장, 고호의 직속 상사, 고호의 전남친
- 신재하 : 오정민 역
- 최덕문 : 최창섭 역 - 이우기획 CEO

### 주변 인물
- 김지훈 : 박진우 역
- 강래연 : 이희연 역 - 고호의 친구, 회사 동료
- 황영희 : 이청경 역 - 고호의 어머니
- 장성원 : 고강 역 - 고호의 오빠

### 그 외
| - 박은지 : 공공희 역 - 하도권 : 김유찬 PD 역 - 이유진 - 김지예 - 단우 - 김민규 - 이동진 : 고호의 아버지 역 - 김용석 - 김진희 - 유진 - 진현수 - 정서호 - 송건호 - 박지창 - 이원석 | - 박주리 - 강일경 - 최연청 - 문지희 - 한서연 - 이선영 - 임태풍 - 장용수 - 박충환 - 김이슬 - 이청희 - 신나애 - 한주원 - 김민경 - 조선묵 - 남지우 : 마준용 역 |

### 특별 출연
- 김광규 : 조문객 역
- 진경
- 민성욱 : 서국진 역
- 안상태
- 박슬기 : 박슬기 역
- 이종석 : 송대기 역 - 연예인
- 박준금 : 광고주 주 여사 역
- 박신혜 : 편의점 아르바이트생 역
- 윤균상 : 경찰 역

## 회차별 부제
| 회차 | 부제                           | 러닝타임 |
| ---- | ------------------------------ | -------- |
| 1화  | 운명의 날                      | 19:07    |
| 2화  | 답이 없는 문제                 | 18:51    |
| 3화  | 꽃중년 라이즈                  | 18:18    |
| 4화  | 뜻밖의 아이돌                  | 19:21    |
| 5화  | 기억의 온도                    | 19:37    |
| 6화  | 마음의 방향                    | 254      |
| 7화  | 들여다 보지 않으면 모르는 것들 | 19:15    |
| 8화  | 단순하거나 단순하지 않거나     | 17:56    |
| 9화  | 바보같은 사람... 깨어난 지랄이 | 18:42    |
| 10화 | 기다려주기                     | 17:33    |
| 11화 | 사랑과 전쟁                    | 17:01    |
| 12화 | ...썸?                         | 17:26    |
| 13화 | 썸!!!                          | 18:36    |
| 14화 | 서로 다른 생각들               | 17:15    |
| 15화 | 썸WAR                          | 18:31    |
| 16화 | 구남친의 역습                  | 16:47    |
| 17화 | 미열시대                       | 19:43    |
| 18화 | 세상에서 가장 어려운 일        | 19:16    |
| 19화 | 시작과 끝                      | 18:50    |
| 20화 | 수많은 별의 날                 | 19:52    |

## 시청률
최저 시청률과 최고 시청률은 시청률 조사회사와 지역별로 시청률에 차이가 있을 수 있습니다.
| 2016년 | 2016년    | 2016년         | 2016년       | 2016년         | 2016년       |
| 회차   | 방송일    | TNmS 시청률    | TNmS 시청률  | AGB 시청률     | AGB 시청률   |
| 회차   | 방송일    | 대한민국(전국) | 서울(수도권) | 대한민국(전국) | 서울(수도권) |
| ------ | --------- | -------------- | ------------ | -------------- | ------------ |
| 제1회  | 10월 22일 | 4.2%           | 5.1%         | 4.4%           | 5.1%         |
| 제2회  | 10월 23일 | 3.2%           | 3.5%         | 4.8%           | 5.7%         |
| 제3회  | 10월 29일 | 3.5%           | 3.7%         | 4.0%           | 4.2%         |
| 제4회  | 10월 30일 | 2.7%           | 3.1%         | 3.4%           | 3.8%         |

## OST
- 별사탕 - 이다연
- 별사탕 - 김영광
- Dreamer - 로맨티스코(feat.이든)

## 참고 사항
- SBS는 해당 작품에 앞서 <사임당, 빛의 일기>를 내보낼 예정이었으나 중국 심의 불발 등의 문제로 방송이 연기되었으며[4] 이 드라마는 뒷날 SBS 드라마 스페셜로 편성이 바뀌었다.
- 해당 작품을 끝으로 SBS 주말 특별기획 드라마가 잠정 폐지되면서 2016년 8월 27일 첫 회부터 토, 일 밤 8시 45분에 방송된 우리 갑순이가 그 해 11월 5일부터 토요일 2회 연속 편성으로[5] 변경됐다.